# ان متر
ان متر (انگلیسی: Ann Mather) کارآفرین و بازرگان اهل ایالات متحده آمریکا است.